# هرم القمر

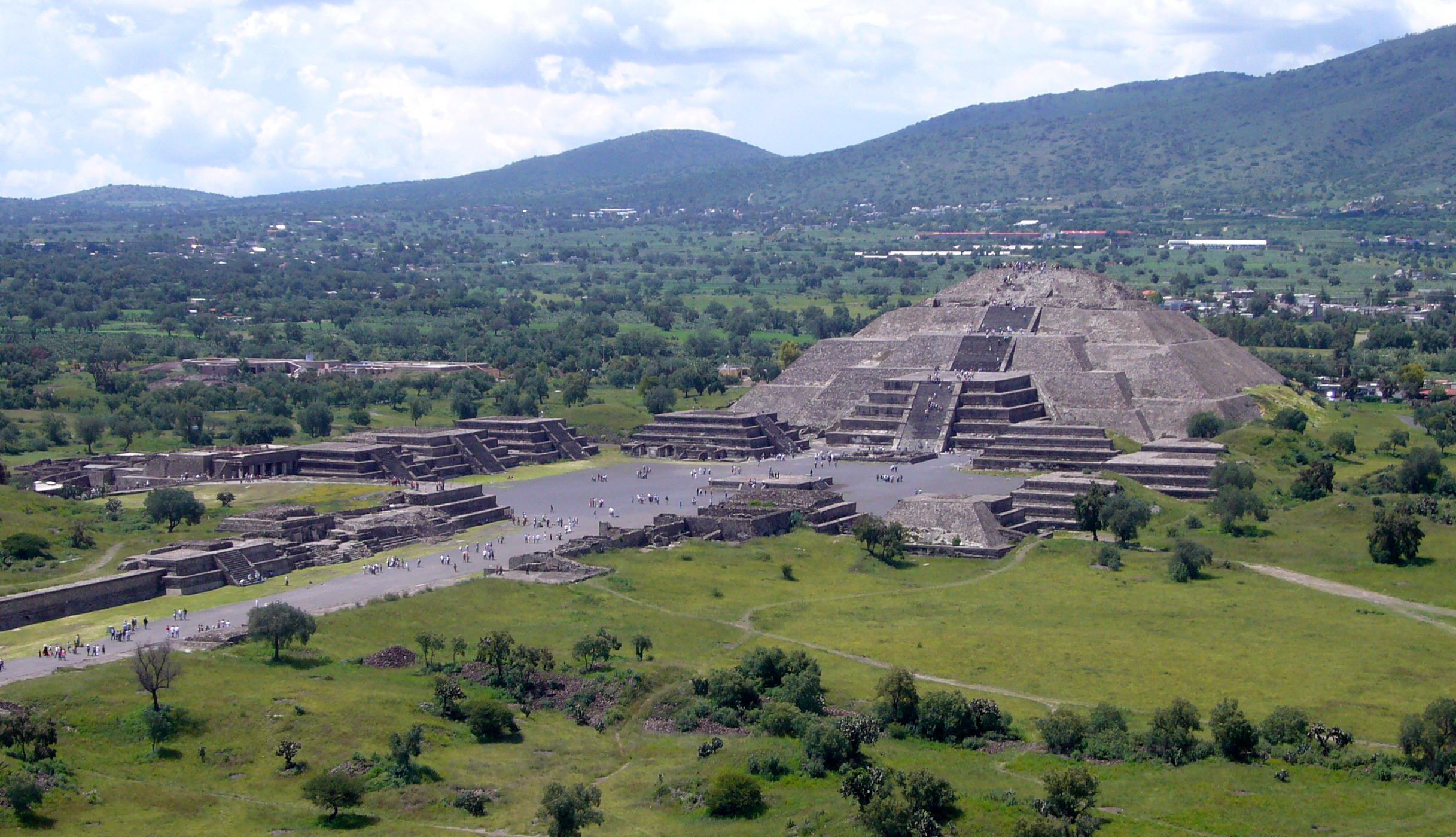
هرم القمر في المكسيك، أمريكا الوسطى.

هرم القمر وهو أكبر هرم في تيوتيهواكان في المكسيك بعد هرم الشمس ، ويقع في الجزء الغربي من تيوتيهواكان. بني هرم القمر حوالي سنة 200 بعد الميلاد.

## اقرأ أيضا
- هرم الشمس
- تيوتيهواكان
- هرم الحية المجنحة